# Мови Центральноафриканської Республіки

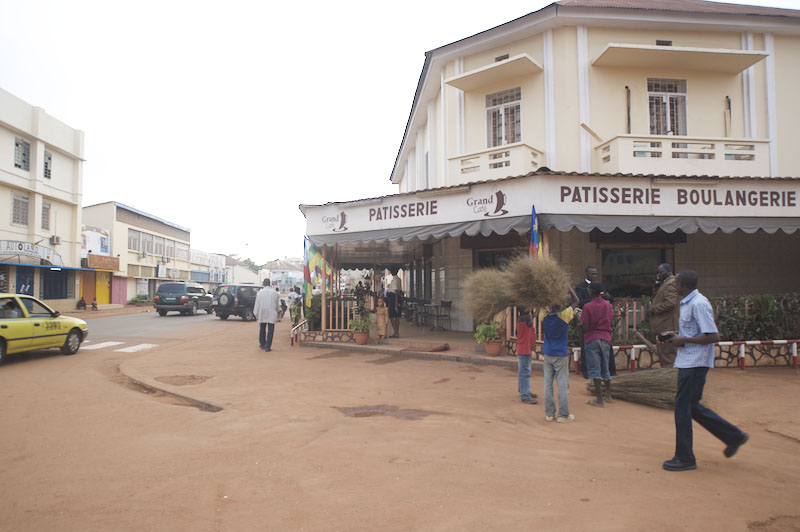
Вивіски у Банґі

Офіційні мови в Центральноафриканській Республіці — французька і санґо. Також в країні розповсюджено близько 120 мов.
Французька, частіш за все, викоростовується на письмі і у формальних ситуціах. У 2005 році французькою спілкуватися могли 22,5 % населення.
Санґо володіє близько 400,000 осіб. Ця мова стала національною в 1963 році і державною в 1991. Санґо володіє 92 % населення країни. У Банґі, столиці Центральноафриканської Республіки, ця мова також є рідною для більшості населення.
Абсолютну більшість мов у ЦАР належить до убанґійської мовної групи. На півдні, вздовж з кордоном з Республікою Конго є розповсюдженою невелика частина мов банту, і декілька мов Бонґо-Баґірмі, на півночі, на кордоні неподалеку від Чада. Також в країні є мова народу луо — аїкі.